# ماهی‌گیرک تاج‌دار گوادلوپی
 ماهی‌گیرک تاج‌دار گوادلوپی (نام علمی: Synthliboramphus hypoleucus) نام یک گونه از سرده ماهی‌گیرک تاج‌دار است.